# Adam Stachowiak (piłkarz)
Adam Stachowiak (ur. 18 grudnia 1986 w Poznaniu) – polski piłkarz grający na pozycji bramkarza. Kilkukrotny młodzieżowy reprezentant Polski.

## Życiorys

### Kariera klubowa
Rozpoczął karierę w polskim klubie Olimpii Poznań, skąd przeszedł do Unii Swarzędz. Po pół roku występów w swarzędzkim klubie, grał już w II-ligowej Jagiellonii Białystok, a po następnych sześciu miesiącach trafił do Odry Wodzisław Śląski, gdzie był trzecim bramkarzem. Na zasadzie wypożyczenia zawodnik po raz kolejny grał w II lidze, tym razem w Zawiszy Bydgoszcz. Po pół roku wrócił do Wodzisławia. W Odrze zaliczył szereg dobrych występów. Kontuzjowanego Stachowiaka zastąpił Arkadiusz Onyszko. Po spadku Odry z Ekstraklasy, 23 czerwca 2010 podpisał trzyletni kontrakt z 14-krotnym mistrzem Polski – Górnikiem Zabrze. W sierpniu 2011 roku został wypożyczony na rok do cypryjskiej drużyny Anorthosis Famagusta. 18 lipca 2012 podpisał roczny kontrakt z GKS-em Bełchatów, natomiast 14 stycznia 2013 rozwiązał za porozumieniem stron kontrakt z bełchatowskim klubem. Dzień później, 15 stycznia 2013 Stachowiak podpisał kontrakt z bułgarskim Botewem Płowdim występującym w bułgarskiej najwyższej piłkarskiej klasie rozgrywkowej. Następnie był zawodnikiem tureckich klubów: Gazişehir Gaziantep FK i Denizlispor. 
Po rozwiązaniu kontraktu z Denizlisporem przez pół roku pozostawał bez klubu, aż 10 marca 2023 podpisał obowiązujący do czerwca 2024 kontrakt z Lechem II Poznań. 

### Kariera reprezentacyjna
W reprezentacji Polski U-21 zadebiutował 26 marca 2007 na stadionie Wojska Polskiego w Warszawie w wygranym 2:0 meczu towarzyskim z Łotwą. Rozegrał w niej 5 spotkań.

## Statystyki

### Reprezentacyjne
| lp. | Data            | Kadra | Miejsce   | Przeciwnik    | Rezultat | Rozgrywki  | Grał   | Uwagi |
| --- | --------------- | ----- | --------- | ------------- | -------- | ---------- | ------ | ----- |
| 1.  | 26 marca 2007   | U-21  | Warszawa  | Łotwa U-21    | 2:0      | towarzyski | do 46' |       |
| 2.  | 28 marca 2007   | U-21  | Mogoșoaia | Rumunia U-21  | 0:1      | towarzyski | od 46' |       |
| 3.  | 24 maja 2008    | U-21  | Nowy Sącz | Słowacja U-21 | 2:1      | towarzyski | do 89' |       |
| 4.  | 1 czerwca 2008  | U-21  | Łuków     | Białoruś U-21 | 2:2      | towarzyski | do 46' |       |
| 5.  | 5 września 2008 | U-21  | Grimsta   | Szwecja U-21  | 0:1      | towarzyski | do 46' |       |

## Sukcesy

### Klubowe
Botew Płowdiw
- Zdobywca drugiego miejsca w Pucharze Bułgarii: 2013/2014
- Zdobywca drugiego miejsca w Superpucharze Bułgarii: 2014/2015